# Сахем

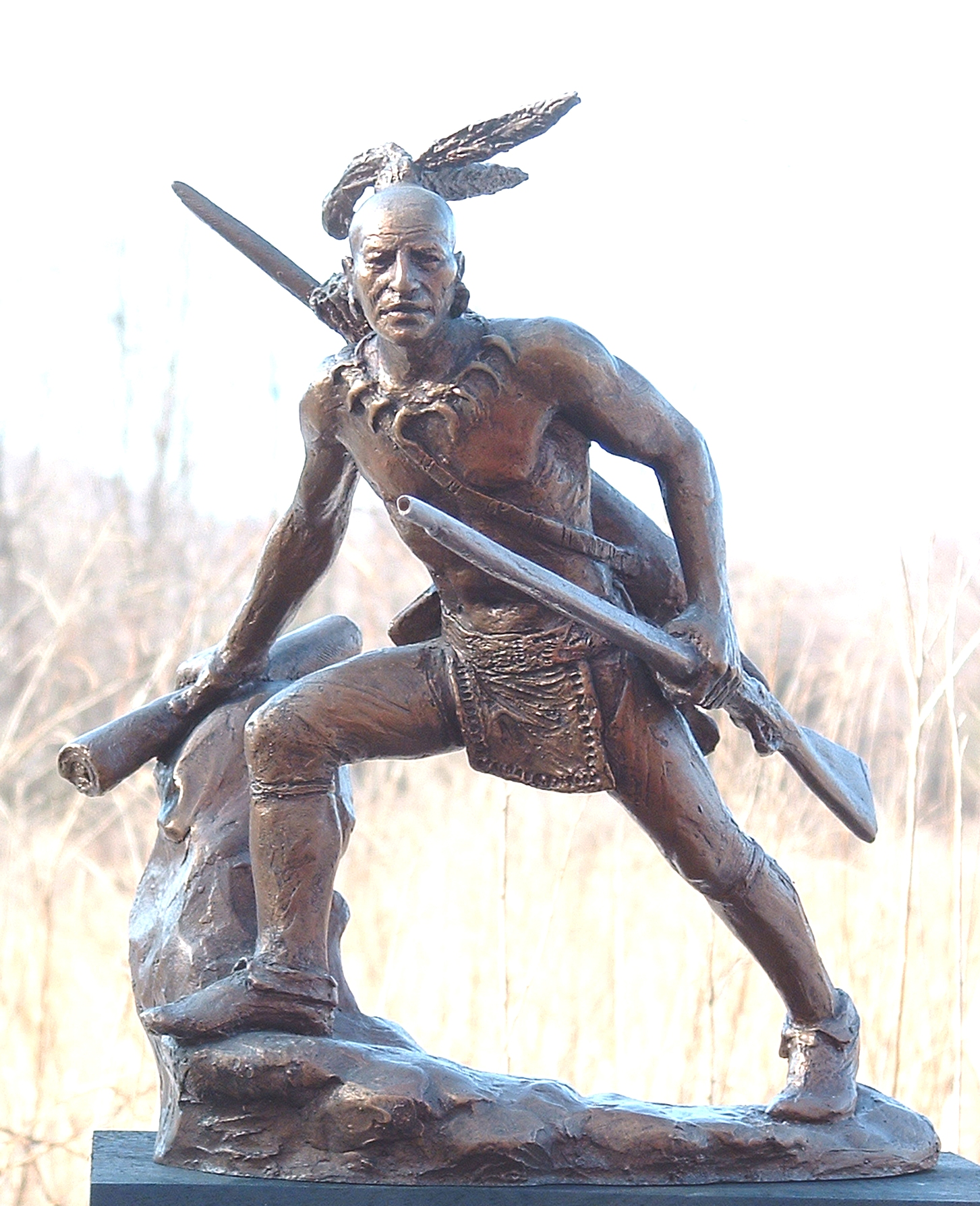
(последний сахем Ваппингеров)

Сахем (англ. sachem), в литературе употребляется также искажённая форма сагамор, (англ. sagamore) — титул вождя, исторически существующий в ряде индейских племён, говорящих на алгонкинских языках, в США и Канаде. Как говорит один из источников:

По мнению капитана Джона Смита из Джеймстауна, который исследовал Новую Англию в 1614 г., племя массачусетов называло своих правителей «сахемами», а пенобскоты из Мэна использовали титул «сагамо» или «сагамор». И напротив, вице-губернатор Томас Дадли из Роксбери в Массачусетсе писал в 1631 г., что правители племён Массачусетского залива назывались sagamore, а на юге, близ Плимута, их называли словом sachem. Два названия, очевидно, имеют общий корень. Хотя колонисты и историки иногда рассматривают титул sagamore как более низкий, согласно современной точке зрения, sachem и sagamore — диалектные варианты одного и того же слова.

Ниже приведены диалектные варианты термина.
1. Происходящие от прото-восточно-алгонкинского sākimāw:
- sâchim (язык наррагансетт) — источник английского слова sachem[2]
- sakəma (восточный абенаки) — англизированная форма Sagamore[2]
- sakom (малесит-пассамакводди)[3]
- sôgmô (западный абенаки)[4]

2. Происходящие от прото-центрально-алгонкинского hākimāw:
- ogimaa (анишинаабе);[5] пишется ogimà на алгонквинском языке,[6]
- gimaa (оттава),[7]
- wgema (потаватоми); англизированная форма Ogema.
- uchimaa (кри)[8][9])
- iiyuuchimaaw (наскапи)[10]